# Espace régulier
En mathématiques, un espace régulier est un espace topologique vérifiant les deux conditions de séparation suivantes :
- T2 : l'espace est séparé ;
- T3 : on peut séparer un point x et un fermé ne contenant pas x par deux ouverts disjoints.

## Propriété T3

Le point x et le fermé F sont respectivement inclus dans les ouverts U et V, qui sont disjoints.

Soit E un espace topologique (non nécessairement séparé). Les propositions suivantes sont équivalentes :
- E est T3 ;
- on peut séparer un point x et un fermé ne contenant pas x par deux ouverts d'adhérences disjointes ;
- tout point x admet une base de voisinages fermés (autrement dit : tout ouvert contenant x contient un voisinage fermé de x)[1] ;
- tout fermé est l'intersection de ses voisinages fermés[3].

La topologie grossière (sur n'importe quel ensemble) est T3.
La propriété T3 est (de même que T2) préservée par sous-espaces et par produits.

## Espace complètement régulier
Un espace topologique est dit complètement régulier s'il est uniformisable et séparé. Tout espace complètement régulier est régulier, car un espace X est uniformisable si et seulement si pour tout point x de X et tout fermé F de X ne contenant pas x, il existe une fonction continue de X dans le segment [0, 1] valant 0 en x et 1 sur F.
Par exemple, tout groupe topologique séparé est complètement régulier. Les espaces normaux et les espaces localement compacts sont complètement réguliers.